# 毓炤
奉恩輔國公毓炤（1883年12月31日—1943年），奉恩輔國公溥豐第四子，母妾李氏，其父為李崑，理親王系第十一代。
他在光緒九年十二月（1883年）出生，光緒二十二年十一月（1896年）接替父親成為理親王第十一代。